# Magdeburský vodní most
Magdeburský vodní most (německy: Kanalbrücke Magdeburg) je velký splavný akvadukt ve středním Německu, který se nachází nedaleko Magdeburgu. Je součástí Středoněmeckého průplavu (nejdelší umělá vodní cesta v Německu), jemuž umožňuje mimoúrovňově překřížit Labe a napojit se na průplav Labe-Havola. Díky své délce 918 metrů je nejdelším plavebním akvaduktem na světě. Šířka mostu je 34 metrů a hloubka 4 metry. Umožňuje velkým obchodním lodím plout mezi Porýním a Berlínem, aniž by musely sestupovat do Labe a poté z něj zase vystupovat.
Plány vodního přechodu Labe se objevili již na začátku 20. století. Práce na Středoněmeckém průplavu začaly v roce 1905. Pokračovaly až do roku 1942, kdy byla stavba zastavena kvůli druhé světové válce. Po válce vláda východního Německa neobnovila práce na projektu, protože obchod mezi východem a západem již nebyl kvůli studené válce důležitý. Po sjednocení Německa se však vodní most stal opět prioritou. Práce byly zahájeny v roce 1998, výstavba trvala šest let a stála 501 milionů eur. Na konstrukci bylo užito 24 000 tun oceli a 68 000 metrů krychlových betonu. Pro případ povodně bylo zřízeno přepadové zařízení schopné přepouštět do Labe až 45 metrů krychlových vody za sekundu.
Most se objevuje například ve filmu Hanna.